# シルヴァー・マウンテン
シルヴァー・マウンテン（Silver Mountain）は、スウェーデンのヘヴィメタル・バンド。ヨナス・ハンソンを中心に結成され、1984年にデビュー。後に様々なバンドで活動するイェンス・ヨハンソンやアンダース・ヨハンソンも在籍していた。

## 来歴
1978年に結成され、ディープ・パープルやレインボー等に影響を受けた音楽を指向。1979年には、初の音源となる自主制作シングル「Man of No Present Existence」発表。ここに収録されていた2曲は、後に再結成アルバム『ブレイキン・チェインズ』でもセルフカヴァーされる。その後ペア・スタディンが加入。
1981年にアンダース・ヨハンソンが加入し、その後アンダースの弟のイェンス・ヨハンソンも加入してラインナップが固まり、ロードランナー・レコードとの契約を得て、1984年にデビュー・アルバム『シェイキン・ブレインズ』を発表。同作は日本でも発売された（初回発売時の邦題は『シルヴァー・マウンテン』だった）。
しかし、イェンスとアンダースがイングヴェイ・マルムスティーンに引き抜かれたため、バンドは、デビュー前に在籍していたモルテン・ヘデナーを呼び戻し、また、専任ボーカリストとしてクリスター・メンツァーを加えて、セカンド・アルバム『ユニヴァース』（1985年）発表。同年10月には日本公演を行い、そのうち、日比谷野外音楽堂で行われた『ジャパン・ヘヴィ・メタル・フェスティヴァル』にゲスト参加した際の演奏は、後にライヴ・アルバム『日比谷〜ライヴ・イン・ジャパン'85〜』として発表された。
その後、バンドはロードランナーとの契約を失うが、ヨナス・ハンソンとペア・スタディンは、新メンバーを加えて『ローゼズ・アンド・シャンペイン』（1989年）を発表。しかし、中心人物のヨナスがロサンゼルスに移住し、シルヴァー・マウンテンは同作を最後に解散。ヨナスはヤン・ウヴェナ（元アルカトラス）等と共にヨナス・ハンソン・バンドを結成し、ペア・スタディンはスネイク・チャーマーで活動。
2001年、『シェイキン・ブレインズ』当時のラインナップで再結成アルバム『ブレイキン・チェインズ』を発表。
2010年9月4日にはマルメで再結成公演を行い、その模様は2011年にDVD『A Reunion Live』としてリリースされた。2011年には、オリジナル・メンバーのヨナス・ハンソンとペア・スタディンに、エリック・ビョルン・ニールセンとマッツ・ベルゲンツを加えた4人編成で活動。

## メンバー

### デビュー時・2001年再結成時
- ヨナス・ハンソン - ギター、ボーカル
- ペア・スタディン - ベース
- イェンス・ヨハンソン - キーボード
- アンダース・ヨハンソン - ドラムス

### 『ユニヴァース』発表時
- クリスター・メンツァー - ボーカル
- ヨナス・ハンソン - ギター
- ペア・スタディン - ベース
- モルテン・ヘデナー - ドラムス
- エリック・ビョルン・ニールセン - キーボード（サポート・メンバー）
- マッツ・オラウソン - キーボード（日本公演時のサポート・メンバー）

### 『ローゼズ・アンド・シャンペイン』発表時
- ヨハン・ダールストロム - ボーカル
- ヨナス・ハンソン - ギター
- ペア・スタディン - ベース
- エリック・ビョルン・ニールセン - キーボード
- シエル・グスタフソン - ドラムス

### 2011年再結成時
- ヨナス・ハンソン - ギター
- ペア・スタディン - ベース
- エリック・ビョルン・ニールセン - キーボード
- マッツ・ベルゲンツ - ドラムス

## ディスコグラフィ

### スタジオ・アルバム
- シェイキン・ブレインズ - Shakin' Brains（1984年）
- ユニヴァース - Universe（1985年）
- ローゼズ・アンド・シャンペイン - Roses & Champagne（1989年）
- ブレイキン・チェインズ - Breakin' Chains（2001年）

### ライヴ・アルバム
- 日比谷〜ライヴ・イン・ジャパン'85〜 - Hibiya - Live in Japan '85（1986年）